# Abdução de Pascagoula
A abdução de Pascagoula foi um suposto incidente de avistamento ufológico e de abdução que alegadamente ocorreu em 1973 quando os colegas de trabalho, Charles Hickson e Calvin Parker, alegaram que foram abduzidos por alienígenas enquanto pescavam perto da cidade de Pascagoula, nos Estados Unidos. O incidente ganhou atenção internacional.

## Abdução

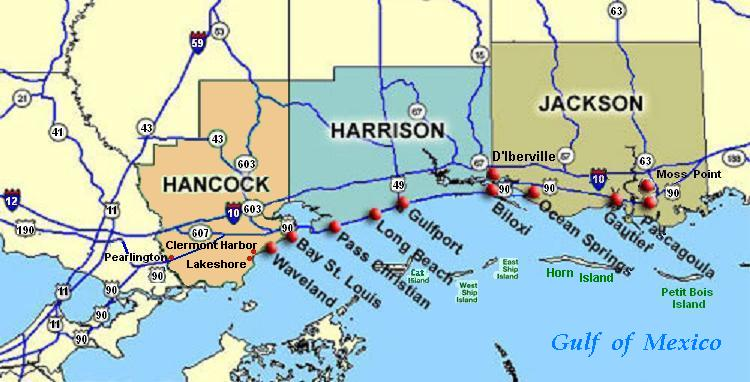
Mapa mostrando a rota costeira rota 90 dos EUA, conectando Pascagoula com o Ocean Springs, no Mississippi.

Na noite de 11 de outubro de 1973, os colegas de trabalho, Charles Hickson de 42 anos, e Calvin Parker de 19 anos, disseram ao xerife do Condado de Jackson, no Mississippi, nos Estados Unidos, que estavam pescando fora de um cais na margem oeste do Rio Pascagoula no Mississippi, quando ouviram um zumbido/som zunindo, e viram duas luzes azuis piscando e um objeto em forma oval de cerca de 9 a 12 metros de diâmetro e 3 a 4 metros de altura. Parker e Hickson alegaram que estavam "conscientes mas paralisados" enquanto três "criaturas" os levavam a bordo do objeto os sujeitando a um exame antes de liberá-los.

## Repercussão
Em poucos dias, Pascagoula virou manchete internacional, com repórteres invadindo a cidade. Os ufólogos James Harder da organização de pesquisa de Fenômenos aéreos e J. Allen Hynek entrevistaram os dois homens. Harder concluíu que Hickson e Parker "experimentaram um fenômeno extraterrestre". Hynek acreditava que eles tinham tido "uma experiência muito real, assustadora". Hickson mais tarde apareceu em talk shows, deu palestras e entrevistas, e em 1983 autorizou fazer um livro sobre o caso em Pascagoula. Hickson alegou encontros adicionais com aliens em 1974, alegando que os alienígenas lhe disseram que eram "pacíficos". Parker mais tarde participou de convenções ufólogicas e em 1993 iniciou uma empresa chamada "UFO investigations" para produzir histórias televisivas sobre OVNIs. Charles Hickson morreu aos 80 anos em 9 de setembro de 2011.

## Ceticistas
O jornalista de aviação e cético ufólogo, Philip J. Klass encontrou "discrepâncias" na história de Hickson. Quando Hickson fez um exame de polígrafo, o examinador determinou que Hickson acreditava na história do sequestro, mas Klass argumentou que o teste foi administrado por um operador "inexperiente" e que Hickson se recusou a fazer outro teste com um operador mais experiente. Klass concluiu que o caso era um embuste baseado nestas e em outras discrepâncias. O investigador cético Joe Nickell escreveu que o comportamento de Hickson era "questionável" e que ele alterou ou embelezava sua história quando aparecia em programas de televisão. Nickell especulou que Hickson pode ter fantasiado o encontro com os extraterrestres durante um "estado de vigília de sonho", acrescentando que a corroboração de Parker no conto foi provavelmente devido a sugestionabilidade de que tinha "desmaiado no início do incidente e não conseguiu recuperar a consciência até que foi liberado".